# Seznam rekordů ve Formuli 1
Formule 1 (zkráceně F1), je série závodů založená v roce 1946 a je označována za královskou disciplínu motorsportu. Nejvyšší organizační složkou je Mezinárodní automobilová federace (FIA). Mistrovství světa F1 se skládá ze sérii závodů, které jsou označovány jako Grand Prix (Velká cena). Závodí se na uzavřených autodromech, tratích či městských okruzích různých tvarů a délek. Vozy jsou jednomístné monoposty, k tomuto účelu speciálně vyrobené a jejich technické parametry se mění vzhledem k pravidlům, která se každoročně upravují. Od roku 1950 se pořádá Mistrovství světa jezdců a od roku 1958 se uděluje i pohár konstruktérů.
Tento seznam zahrnuje současné rekordy jezdců a konstruktérů a je aktualizovaný po Grand Prix Abú Zabí 2024.

## Jezdci
Tučně jsou označeni jezdci, kteří se účastní aktuální sezóny.

### Odjeté závody
Závody: Počet závodů, do kterých byl jezdec přihlášený.
Starty: Počet závodů, do kterých jezdec skutečně nastoupil.
|        | Jezdec             | Sezóny                      | Závody | Starty |
| ------ | ------------------ | --------------------------- | ------ | ------ |
| 1      | Fernando Alonso    | 2001, 2003–2018, 2021–dosud | 404    | 401    |
| 2      | Lewis Hamilton     | 2007–dosud                  | 356    | 356    |
| 3      | Kimi Räikkönen     | 2001–2009, 2012–2021        | 353    | 349    |
| 4      | Rubens Barrichello | 1993–2011                   | 326    | 322    |
| 5      | Jenson Button      | 2000–2017                   | 309    | 306    |
| 6      | Michael Schumacher | 1991–2006, 2010–2012        | 308    | 306    |
| 7      | Sebastian Vettel   | 2007–2022                   | 300    | 299    |
| 8      | Sergio Pérez       | 2011–2024                   | 285    | 281    |
| 9      | Felipe Massa       | 2002, 2004–2017             | 272    | 269    |
| 10     | Daniel Ricciardo   | 2011–2024                   | 258    | 257    |
| Zdroj: |                    |                             |        |        |

### Dokončené závody
|        | Jezdec             | Sezóny                      | Starty | Dokončené závody |
| ------ | ------------------ | --------------------------- | ------ | ---------------- |
| 1      | Fernando Alonso    | 2001, 2003–2018, 2021–dosud | 401    | 324              |
| 2      | Lewis Hamilton     | 2007–dosud                  | 356    | 322              |
| 3      | Kimi Räikkönen     | 2001–2009, 2012–2021        | 349    | 278              |
| 4      | Sebastian Vettel   | 2007–2022                   | 299    | 254              |
| 5      | Michael Schumacher | 1991–2006, 2010–2012        | 306    | 237              |
| 6      | Sergio Pérez       | 2011–2024                   | 281    | 242              |
| 7      | Jenson Button      | 2000–2017                   | 306    | 230              |
| 8      | Felipe Massa       | 2002, 2004–2017             | 269    | 225              |
| 9      | Rubens Barrichello | 1993–2011                   | 322    | 224              |
| 10     | Valtteri Bottas    | 2011–2024                   | 246    | 218              |
| Zdroj: |                    |                             |        |                  |

### Získané tituly
|        | Jezdec             | Titul | Sezóny                                   |
| ------ | ------------------ | ----- | ---------------------------------------- |
| 1      | Michael Schumacher | 7     | 1994, 1995, 2000, 2001, 2002, 2003, 2004 |
| 1      | Lewis Hamilton     | 7     | 2008, 2014, 2015, 2017, 2018, 2019, 2020 |
| 3      | Juan Manuel Fangio | 5     | 1951, 1954, 1955, 1956, 1957             |
| 4      | Alain Prost        | 4     | 1985, 1986, 1989, 1993                   |
| 4      | Sebastian Vettel   | 4     | 2010, 2011, 2012, 2013                   |
| 4      | Max Verstappen     | 4     | 2021, 2022, 2023, 2024                   |
| 7      | Jack Brabham       | 3     | 1959, 1960, 1966                         |
| 7      | Jackie Stewart     | 3     | 1969, 1971, 1973                         |
| 7      | Niki Lauda         | 3     | 1975, 1977, 1984                         |
| 7      | Nelson Piquet      | 3     | 1981, 1983, 1987                         |
| 7      | Ayrton Senna       | 3     | 1988, 1990, 1991                         |
| Zdroj: |                    |       |                                          |

### Získaná vítězství
|        | Jezdec             | Sezóny                      | Závody | Vítězství |
| ------ | ------------------ | --------------------------- | ------ | --------- |
| 1      | Lewis Hamilton     | 2007–dosud                  | 356    | 105       |
| 2      | Michael Schumacher | 1991–2006, 2010–2012        | 308    | 91        |
| 3      | Max Verstappen     | 2015–dosud                  | 209    | 65        |
| 4      | Sebastian Vettel   | 2007–2022                   | 300    | 53        |
| 5      | Alain Prost        | 1980–1991, 1993             | 202    | 51        |
| 6      | Ayrton Senna       | 1984–1994                   | 162    | 41        |
| 7      | Fernando Alonso    | 2001, 2003–2018, 2021–dosud | 404    | 32        |
| 8      | Nigel Mansell      | 1980–1992, 1994–1995        | 192    | 31        |
| 9      | Jackie Stewart     | 1965–1973                   | 100    | 27        |
| 10     | Jim Clark          | 1960–1968                   | 73     | 25        |
| 10     | Niki Lauda         | 1971–1979, 1982–1985        | 177    | 25        |
| Zdroj: |                    |                             |        |           |

### Získaná pódiová umístění
|        | Jezdec             | Sezóny                      | Závody | Pódia |
| ------ | ------------------ | --------------------------- | ------ | ----- |
| 1      | Lewis Hamilton     | 2007–dosud                  | 356    | 202   |
| 2      | Michael Schumacher | 1991–2006, 2010–2012        | 308    | 155   |
| 3      | Sebastian Vettel   | 2007–2022                   | 300    | 122   |
| 4      | Max Verstappen     | 2015–dosud                  | 209    | 112   |
| 5      | Alain Prost        | 1980–1991, 1993             | 202    | 106   |
| 5      | Fernando Alonso    | 2001, 2003–2018, 2021–dosud | 404    | 106   |
| 7      | Kimi Räikkönen     | 2001–2009, 2012–2021        | 353    | 103   |
| 8      | Ayrton Senna       | 1984–1994                   | 162    | 80    |
| 9      | Rubens Barrichello | 1993–2011                   | 326    | 68    |
| 10     | Valtteri Bottas    | 2013–2024                   | 247    | 67    |
| Zdroj: |                    |                             |        |       |

### Získaná pole positions
|        | Jezdec             | Sezóny               | Závody | Pole |
| ------ | ------------------ | -------------------- | ------ | ---- |
| 1      | Lewis Hamilton     | 2007–dosud           | 356    | 104  |
| 2      | Michael Schumacher | 1991–2006, 2010–2012 | 308    | 68   |
| 3      | Ayrton Senna       | 1984–1994            | 162    | 65   |
| 4      | Sebastian Vettel   | 2007–2022            | 300    | 57   |
| 5      | Max Verstappen     | 2015–dosud           | 209    | 40   |
| 6      | Jim Clark          | 1960–1968            | 73     | 33   |
| 6      | Alain Prost        | 1980–1991, 1993      | 202    | 33   |
| 8      | Nigel Mansell      | 1980–1992, 1994–1995 | 192    | 32   |
| 9      | Nico Rosberg       | 2006–2016            | 206    | 30   |
| 10     | Juan Manuel Fangio | 1950–1951, 1953–1958 | 52     | 29   |
| Zdroj: |                    |                      |        |      |

### Zajetá nejrychlejší kola
|        | Jezdec             | Sezóny                      | Závody | Nejrychlejší kola |
| ------ | ------------------ | --------------------------- | ------ | ----------------- |
| 1      | Michael Schumacher | 1991–2006, 2010–2012        | 308    | 77                |
| 2      | Lewis Hamilton     | 2007–dosud                  | 356    | 67                |
| 3      | Kimi Räikkönen     | 2001–2009, 2012–2021        | 353    | 46                |
| 4      | Alain Prost        | 1980–1991, 1993             | 202    | 41                |
| 5      | Sebastian Vettel   | 2007–2022                   | 300    | 38                |
| 6      | Max Verstappen     | 2015–dosud                  | 209    | 33                |
| 7      | Nigel Mansell      | 1980–1992, 1994–1995        | 192    | 30                |
| 8      | Jim Clark          | 1960–1968                   | 73     | 28                |
| 9      | Fernando Alonso    | 2001, 2003–2018, 2021–dosud | 404    | 26                |
| 10     | Mika Häkkinen      | 1993–2001                   | 165    | 25                |
| Zdroj: |                    |                             |        |                   |

### Získané body
|        | Jezdec             | Sezóny                      | Závody | Body    |
| ------ | ------------------ | --------------------------- | ------ | ------- |
| 1      | Lewis Hamilton     | 2007–dosud                  | 356    | 4 862,5 |
| 2      | Sebastian Vettel   | 2007–2022                   | 300    | 3 098   |
| 3      | Max Verstappen     | 2015–dosud                  | 209    | 3 023,5 |
| 4      | Fernando Alonso    | 2001, 2003–2018, 2021–dosud | 404    | 2 337   |
| 5      | Kimi Räikkönen     | 2001–2009, 2012–2021        | 353    | 1 873   |
| 6      | Valtteri Bottas    | 2013–2024                   | 247    | 1 797   |
| 7      | Sergio Pérez       | 2011–2024                   | 285    | 1 638   |
| 8      | Nico Rosberg       | 2006–2016                   | 206    | 1 594,5 |
| 9      | Michael Schumacher | 1991–2006, 2010–2012        | 308    | 1 566   |
| 10     | Charles Leclerc    | 2018–dosud                  | 149    | 1 430   |
| Zdroj: |                    |                             |        |         |

## Konstruktéři
Tučně jsou označeni konstruktéři, kteří se účastní aktuální sezóny.

### Odjeté závody
Závody: Počet závodů, do kterých byl konstruktér přihlášený.
Starty: Počet závodů, do kterých konstruktér skutečně nastoupil.
|        | Konstruktér         | Sezóny                          | Závody | Starty |
| ------ | ------------------- | ------------------------------- | ------ | ------ |
| 1      | Ferrari             | 1950–dosud                      | 1 110  | 1 098  |
| 2      | McLaren             | 1966–dosud                      | 974    | 970    |
| 3      | Williams            | 1978–dosud                      | 827    | 826    |
| 4      | Lotus               | 1958–1994                       | 491    | 489    |
| 5      | / Sauber/BMW Sauber | 1993–2018                       | 486    | 483    |
| 6      | Tyrrell             | 1970–1998                       | 433    | 430    |
| 7      | / Renault           | 1977–1985, 2002–2011, 2016–2020 | 403    | 400    |
| 8      | Brabham             | 1962–1987, 1989–1992            | 403    | 394    |
| 9      | / Red Bull Racing   | 2005–dosud                      | 394    | 393    |
| 9      | Arrows              | 1978–2002                       | 394    | 382    |
| Zdroj: |                     |                                 |        |        |

### Získané tituly
|        | Konstruktér       | Titul | Sezóny                                                                                         |
| ------ | ----------------- | ----- | ---------------------------------------------------------------------------------------------- |
| 1      | Ferrari           | 16    | 1961, 1964, 1975, 1976, 1977, 1979, 1982, 1983, 1999, 2000, 2001, 2002, 2003, 2004, 2007, 2008 |
| 2      | Williams          | 9     | 1980, 1981, 1986, 1987, 1992, 1993, 1994, 1996, 1997                                           |
| 2      | McLaren           | 9     | 1974, 1984, 1985, 1988, 1989, 1990, 1991, 1998, 2024                                           |
| 4      | Mercedes          | 8     | 2014, 2015, 2016, 2017, 2018, 2019, 2020, 2021                                                 |
| 5      | Lotus             | 7     | 1963, 1965, 1968, 1970, 1972, 1973, 1978                                                       |
| 6      | / Red Bull Racing | 6     | 2010, 2011, 2012, 2013, 2022, 2023                                                             |
| 7      | Cooper            | 2     | 1959, 1960                                                                                     |
| 7      | Brabham           | 2     | 1966, 1967                                                                                     |
| 7      | / Renault         | 2     | 2005, 2006                                                                                     |
| 10     | Vanwall           | 1     | 1958                                                                                           |
| 10     | BRM               | 1     | 1962                                                                                           |
| 10     | Matra             | 1     | 1969                                                                                           |
| 10     | Tyrrell           | 1     | 1971                                                                                           |
| 10     | / Benetton        | 1     | 1995                                                                                           |
| 10     | Brawn             | 1     | 2009                                                                                           |
| Zdroj: |                   |       |                                                                                                |

### Získaná vítězství
|        | Konstruktér       | Sezóny                          | Závody | Vítězství |
| ------ | ----------------- | ------------------------------- | ------ | --------- |
| 1      | Ferrari           | 1950–dosud                      | 1 098  | 248       |
| 2      | McLaren           | 1966–dosud                      | 970    | 189       |
| 3      | Mercedes          | 1954–1955, 2010–dosud           | 317    | 129       |
| 4      | / Red Bull Racing | 2005–dosud                      | 393    | 122       |
| 5      | Williams          | 1978–dosud                      | 826    | 114       |
| 6      | Lotus             | 1958–1994                       | 491    | 79        |
| 7      | Brabham           | 1962–1987, 1989–1992            | 403    | 35        |
| 7      | / Renault         | 1977–1985, 2002–2011, 2016–2020 | 403    | 35        |
| 9      | / Benetton        | 1986–2001                       | 260    | 27        |
| 10     | Tyrrell           | 1970–1998                       | 433    | 23        |
| Zdroj: |                   |                                 |        |           |

### Dojetí na pozicích 1–2
|        | Konstruktér       | Sezóny                | Závody | 1–2 |
| ------ | ----------------- | --------------------- | ------ | --- |
| 1      | Ferrari           | 1950–dosud            | 1 098  | 87  |
| 2      | Mercedes          | 1954–1955, 2010–dosud | 317    | 60  |
| 3      | McLaren           | 1966–dosud            | 970    | 49  |
| 4      | Williams          | 1978–dosud            | 826    | 33  |
| 5      | / Red Bull Racing | 2005–dosud            | 393    | 31  |
| 6      | Lotus             | 1958–1994             | 491    | 8   |
| 6      | Brabham           | 1962–1987, 1989–1992  | 403    | 8   |
| 6      | Tyrrell           | 1970–1998             | 433    | 8   |
| 9      | Cooper            | 1950–1969             | 129    | 6   |
| 10     | BRM               | 1951–1977             | 197    | 5   |
| Zdroj: |                   |                       |        |     |

### Získaná pódiová umístění
|        | Konstruktér       | Sezóny                          | Závody | Pódia |
| ------ | ----------------- | ------------------------------- | ------ | ----- |
| 1      | Ferrari           | 1950–dosud                      | 1 100  | 829   |
| 2      | McLaren           | 1966–dosud                      | 974    | 524   |
| 3      | Williams          | 1978–dosud                      | 827    | 313   |
| 4      | Mercedes          | 1954–1955, 2010–dosud           | 317    | 298   |
| 5      | / Red Bull Racing | 2005–dosud                      | 394    | 282   |
| 6      | Lotus             | 1958–1994                       | 491    | 172   |
| 7      | Brabham           | 1962–1987, 1989–1992            | 403    | 124   |
| 8      | / Renault         | 1977–1985, 2002–2011, 2016–2020 | 403    | 103   |
| 9      | / Benetton        | 1986–2001                       | 260    | 102   |
| 10     | Tyrrell           | 1970–1998                       | 433    | 77    |
| Zdroj: |                   |                                 |        |       |

### Získaná pole positions
|        | Konstruktér       | Sezóny                          | Závody | Pole |
| ------ | ----------------- | ------------------------------- | ------ | ---- |
| 1      | Ferrari           | 1950–dosud                      | 1 100  | 253  |
| 2      | McLaren           | 1966–dosud                      | 974    | 164  |
| 3      | Mercedes          | 1954–1955, 2010–dosud           | 317    | 141  |
| 4      | Williams          | 1978–dosud                      | 827    | 128  |
| 5      | Lotus             | 1958–1994                       | 491    | 107  |
| 6      | / Red Bull Racing | 2005–dosud                      | 394    | 103  |
| 7      | / Renault         | 1977–1985, 2002–2011, 2016–2020 | 403    | 51   |
| 8      | Brabham           | 1962–1987, 1989–1992            | 403    | 39   |
| 9      | / Benetton        | 1986–2001                       | 260    | 15   |
| 10     | Tyrrell           | 1970–1998                       | 433    | 14   |
| Zdroj: |                   |                                 |        |      |

### Zajetá nejrychlejší kola
|        | Konstruktér       | Sezóny                          | Závody | Nejrychlejší kola |
| ------ | ----------------- | ------------------------------- | ------ | ----------------- |
| 1      | Ferrari           | 1950–dosud                      | 1 100  | 263               |
| 2      | McLaren           | 1966–dosud                      | 974    | 172               |
| 3      | Williams          | 1978–dosud                      | 827    | 133               |
| 4      | Mercedes          | 1954–1955, 2010–dosud           | 317    | 109               |
| 5      | / Red Bull Racing | 2005–dosud                      | 394    | 99                |
| 6      | Lotus             | 1958–1994                       | 491    | 71                |
| 7      | Brabham           | 1962–1987, 1989–1992            | 403    | 41                |
| 8      | / Benetton        | 1986–2001                       | 260    | 36                |
| 9      | / Renault         | 1977–1985, 2002–2011, 2016–2020 | 403    | 33                |
| 10     | Tyrrell           | 1970–1998                       | 433    | 20                |
| Zdroj: |                   |                                 |        |                   |

### Získané body
|        | Konstruktér         | Sezóny                          | Závody | Body    |
| ------ | ------------------- | ------------------------------- | ------ | ------- |
| 1      | Ferrari             | 1950–dosud                      | 1 100  | 10 324  |
| 2      | / Red Bull Racing   | 2005–dosud                      | 394    | 7 837   |
| 3      | Mercedes            | 1954–1955, 2010–dosud           | 317    | 7 690,5 |
| 4      | McLaren             | 1966–dosud                      | 974    | 6 957,5 |
| 5      | Williams            | 1978–dosud                      | 827    | 3 631   |
| 6      | / Renault           | 1977–1985, 2002–2011, 2016–2020 | 403    | 1 777   |
| 7      | Lotus               | 1958–1994                       | 491    | 1 368   |
| 8      | Force India         | 2008–2018                       | 203    | 987     |
| 9      | / Sauber/BMW Sauber | 1993–2018                       | 487    | 869     |
| 10     | Brabham             | 1962–1987, 1989–1992            | 403    | 864     |
| Zdroj: |                     |                                 |        |         |

### Nejrychlejší zastávka v boxech
| Konstruktér | Jezdec       | Závod                                | Čas    | Zdroj  |
| ----------- | ------------ | ------------------------------------ | ------ | ------ |
| McLaren     | Lando Norris | Grand Prix Kataru 2023 (ve 29. kole) | 1,80 s | [ 19 ] |